# 江幡広光
江幡 広光（えばた ひろみつ）は、幕末の水戸藩士。

## 略伝
水戸藤沢小路で暮らす藩士・江幡定衛門矩美の長男として藩領海老沢村で生まれる。父は同村の津役改懸だった。母は後藤氏。祖父は江幡定衛門道礼。
万延元年（1860年）3月、床几廻を命じられ、白銀を貰う。文久2年（1862年）、武芸出精につき、再び白銀を貰う。文久3年（1863年）2月、水戸藩主徳川慶篤の上洛に扈従し、4月10日の男山行幸の際供奉した徳川余四麿（松平昭訓）に随従する。正親町公董が攘夷監察使として長州へ下向する際には警衛を命じられ、金二十両を与えられた。9月7日に有栖川宮警衛を命じられ、同26日朝廷から金六百疋を頂く。12月7日床几廻世話役を命じられる。元治元年（1864年）4月1日に有栖川家の警衛を御免となり、一橋家に従うことになった。
当時は公武合体派諸侯の中心人物が一橋慶喜であり、その仲介実行役で攘夷派を駆逐しようと図っていたのが一橋家家老並平岡円四郎と見られていた。元治元年（1864年）6月16日、林忠五郎ら数名とともに、平岡を京都町奉行所与力長屋（千本組屋敷）外で斬殺した。
平岡は即死だったが、一橋家使役家人川村恵十郎により、林忠五郎とともに殺された。広光は重傷を負ったのち自害したといわれる。

## 登場作品
- 青天を衝け（2021年、NHK大河ドラマ、演：嘉人）